# Sophia Valverde
Sophia de Moraes Valverde (Curitiba, 30 de agosto de 2005) é uma atriz brasileira. Ganhou reconhecimento ao interpretar Maria em Chiquititas (2013), Dóris em Cúmplices de um Resgate (2015) e Poliana em As Aventuras de Poliana e sua continuação Poliana Moça (2018–2023). No cinema, seus principais papéis foram Ariana em A Garota Invisível (2021), e em sua continuação, Hora de Brilhar (2022). Fez novamente a personagem Poliana em As Aventuras de Poliana: O Filme (2023) e Mônica em Turma da Mônica Jovem: Reflexos do Medo (2024).

## Carreira
Estreou na televisão em 2013, como Maria, na segunda versão da novela infantil Chiquititas, do SBT, personagem que foi de Carla Diaz na primeira versão da novela, em 1997. Sophia já trabalhava, desde os cinco anos, com publicidade para diversas marcas.
Entre 2015 e 2016, Sophia esteve na novela Cúmplices de um Resgate, como Dóris, substituindo a atriz Duda Wendling, que encerrou o contrato com a emissora.
Em 2017, a atriz foi escalada para a novela As Aventuras de Poliana, de Íris Abravanel, que substitui Carinha de Anjo. A escolha foi anunciada em 4 de julho de 2017.
Sophia também já realizou trabalhos no cinema e no teatro. Sua estreia no cinema é marcada em agosto de 2017, com o filme Como Nossos Pais, de Laís Bodanski, no qual contracena com Maria Ribeiro e Paulo Vilhena. Já no teatro, Sophia participou do espetáculo "O que terá acontecido com Baby Jane?", que esteve em cartaz entre 2016 e 2017. Na peça, dividiu o palco com Nicette Bruno, Eva Wilma e Nathália Timberg.
Em dezembro de 2022, anunciou o fim do contrato com o SBT após quase 10 anos. A artista sai da emissora após Poliana Moça, em que interpreta a protagonista, Poliana. Em uma publicação no Instagram, a atriz fez questão de agradecer a todos que fizeram parte da sua carreira profissional na emissora.

## Vida pessoal
Em março de 2025, Sophia Valverde anunciou seu relacionamento com o produtor de cinema Pietro Krauss. Ele é reconhecido por seu trabalho no documentário Money ID – A Identidade do Dinheiro. Pietro também esteve presente nos bastidores da 21ª temporada da série Grey’s Anatomy. O casal oficializou o noivado em 5 de junho de 2025, em Miami, registrando o momento por meio das redes sociais.

## Filmografia

### Televisão
| Ano     | Título                  | Papel                           | Notas                    | Ref.   |
| ------- | ----------------------- | ------------------------------- | ------------------------ | ------ |
| 2014–15 | Chiquititas             | Maria Souza Almeida Campos      |                          |        |
| 2015–16 | Cúmplices de um Resgate | Dóris Jardim                    | A partir do episódio 111 | [ 13 ] |
| 2018–20 | As Aventuras de Poliana | Poliana D'Ávila Monteiro Pessoa |                          | [ 3 ]  |
| 2022–23 | Poliana Moça            | Poliana D'Ávila Monteiro Pessoa |                          |        |

### Cinema
| Ano  | Título                                  | Papel                           | Notas | Ref.   |
| ---- | --------------------------------------- | ------------------------------- | ----- | ------ |
| 2017 | Como Nossos Pais                        | Nara Fabri Vasconcellos         |       | [ 14 ] |
| 2021 | A Garota Invisível                      | Ariana                          |       | [ 15 ] |
| 2022 | Hora de Brilhar                         | Ariana                          |       | [ 16 ] |
| 2023 | As Aventuras de Poliana - O Filme       | Poliana D'Ávila Monteiro Pessoa |       |        |
| 2024 | Turma da Mônica Jovem: Reflexos do Medo | Mônica Sousa                    |       | [ 17 ] |
| 2025 | Missão Porto Seguro                     | Silvia Quintella                |       | [ 18 ] |

## Teatro
| Período | Título                               | Personagem |
| ------- | ------------------------------------ | ---------- |
| 2016–17 | O que terá acontecido com Baby Jane? | Baby Jane  |

## Discografia

### Singles
| Ano  | Música                                                          | Álbum                                    |
| ---- | --------------------------------------------------------------- | ---------------------------------------- |
| 2018 | "1,2,3"                                                         | Gigante                                  |
| 2018 | "Amizade que Chama"                                             | Gigante                                  |
| 2018 | "Vida de Aprendiz"                                              | Gigante                                  |
| 2018 | "Gigante"                                                       | Gigante                                  |
| 2018 | "Pela Primeira Vez"                                             | Gigante                                  |
| 2018 | "O Meu Nome é Poliana" "Jogo do Contente" "Eu Só Quero Um Xodó" | Trilha Sonora: "As Aventuras de Poliana" |
| 2020 | "Estou Aqui" "Tu Momento" "Quem Vai Dizer"                      | Trilha Sonora: "A Garota Invisível"      |
| 2022 | "Você (Sol e Lua)"                                              | Trilha Sonora: "Poliana Moça"            |

### Extended plays(EPs)
| Álbum   | Detalhes                                                                                                |
| ------- | --- |
| Gigante | - Lançamento: 27 de agosto de 2018 - Formato(s): download digital · streaming - Gravadora: Independente |

## Prêmios e indicações
| Ano  | Prêmio                        | Categoria                         | Trabalho                          | Resultado |
| ---- | ----------------------------- | --------------------------------- | --------------------------------- | --------- |
| 2018 | Prêmio Contigo! Online        | Melhor Artista Mirim              | As Aventuras de Poliana           | Venceu    |
| 2018 | Prêmio F5                     | Melhor Atriz Mirim                | As Aventuras de Poliana           | Venceu    |
| 2018 | Prêmio Área Vip               | Melhor Taleton Teen ou Mirim      | As Aventuras de Poliana           | Indicada  |
| 2018 | Prêmio Extra de Televisão     | Melhor Ator/Atriz Mirim           | As Aventuras de Poliana           | Indicada  |
| 2019 | Troféu Internet               | Melhor Atriz                      | As Aventuras de Poliana           | Venceu    |
| 2019 | Troféu Imprensa               | Melhor Atriz                      | As Aventuras de Poliana           | Indicada  |
| 2019 | Prêmio Jovem Brasileiro       | Melhor Atriz                      | As Aventuras de Poliana           | Indicada  |
| 2019 | Meus Prêmios Nick             | Artista de TV Feminina            | As Aventuras de Poliana           | Indicada  |
| 2019 | Prêmio Influency.me           | Kids                              | As Aventuras de Poliana           | Venceu    |
| 2019 | Prêmio Área Vip               | Melhor Ator/Atriz Teen/Mirim      | As Aventuras de Poliana           | Indicada  |
| 2019 | Prêmio Contigo! Online        | Melhor Ator/Atriz Mirim           | As Aventuras de Poliana           | Venceu    |
| 2020 | Kids' Choice Awards           | Artista Brasileiro Favorito       | As Aventuras de Poliana           | Indicada  |
| 2020 | Troféu Internet               | Melhor Atriz                      | As Aventuras de Poliana           | Indicada  |
| 2020 | Prêmio Jovem Brasileiro       | Melhor Atriz                      | As Aventuras de Poliana           | Indicada  |
| 2020 | Meus Prêmios Nick             | Artista de TV Feminina            | As Aventuras de Poliana           | Indicado  |
| 2021 | Prêmio Jovem Brasileiro       | Melhor Atriz                      | As Aventuras de Poliana           | Indicada  |
| 2022 | SEC Awards                    | Melhor Atriz em Série Adolescente | Poliana Moça                      | Indicada  |
| 2022 | Prêmio Jovem Brasileiro       | Melhor Atriz                      | Poliana Moça                      | Indicada  |
| 2022 | Prêmio Área VIP               | Melhor Talento Teen               | Poliana Moça                      | Venceu    |
| 2023 | Troféu Internet               | Melhor Atriz de Novela            | Poliana Moça                      | Pendente  |
| 2023 | Prêmio Jovem Brasileiro       | Melhor Atriz                      | Poliana Moça                      | Indicada  |
| 2023 | Prêmio iBest                  | Influenciador Protagonista        | Poliana Moça                      | Indicada  |
| 2023 | Prêmio iBest                  | Influenciador Paraná              | Sophia Valverde                   | Indicada  |
| 2024 | Festival Sesc Melhores Filmes | Melhor Atriz Nacional             | As Aventuras de Poliana - O Filme | Pendente  |